# Phyllogomphus bartolozzii
Phyllogomphus bartolozzii là loài chuồn chuồn trong họ Gomphidae. Loài này được Marconi, Terzani & Carletti mô tả khoa học đầu tiên năm 2001.